# NGC 270
NGC 270 este o galaxie lenticulară situată în constelația Balena. A fost descoperită în 10 decembrie 1798 de către William Herschel.